# 沙哈鲁丁·巴达鲁丁
沙哈鲁丁·巴达鲁丁（1962年9月19日—2018年8月2日），马来西亚政治人物、前马来西亚斯里斯迪亚州议员，同时也是前人民公正党副主席。

## 生平
他是一名学者，曾在玛拉工艺学院任职30年，还曾担任雪兰莪工业大学（UNISEL）的前副校长。2016年大港补选时为人民公正党推荐人选，但最终让给盟党诚信党竞选，无缘上阵。
2018年大选时，他在初选中得票2万9250张，击败了伊斯兰党候选人莫哈末嘉沙里、独立人士维纳斯华兰和国阵巫统的尤索夫。沙哈鲁丁曾经有望成为大臣人选，然而后来新任大臣为阿米鲁丁沙利，他也在较后受委为雪兰莪州行政议员，掌管伊斯兰事务、教育、人力资本发展、科学、工艺及革新事务。

## 逝世
沙哈鲁丁因患上末期大肠癌而于2018年8月2日下午6时28分在布城医院病逝，其遗体之后运回加影滨吉兰布特拉的家中并埋葬在甘榜里茂马尼斯（Kampung Limau Manis）的墓地。副首相旺阿兹莎对他的病逝，感到难过。沙哈鲁丁逝世后，马来西亚迎来第十四届大选后的第三场补选。

## 选举成绩
| 年份 |  |                             | 得票数 | 得票率 | 竞选对手               | 竞选对手               | 得票数 | 得票率 | 总票数 | 多数票 | 投票率 |
| ---- |  | --------------------------- | ------ | ------ | ---------------------- | ---------------------- | ------ | ------ | ------ | ------ | ------ |
| 2018 |  | 沙哈鲁丁·巴达鲁丁（公正党） | 29,250 | 66.62% |                        | 尤索夫末哈尼夫（巫统） | 9,878  | 22.50% | 43,908 | 19,372 | 84.44% |
| 2018 |  | 沙哈鲁丁·巴达鲁丁（公正党） | 29,250 | 66.62% | 莫哈末嘉沙里（伊党）   | 4,563                  | 10.39% |        | 43,908 | 19,372 | 84.44% |
| 2018 |  | 沙哈鲁丁·巴达鲁丁（公正党） | 29,250 | 66.62% | 威尼斯瓦兰（独立人士） | 217                    | 0.49%  |        | 43,908 | 19,372 | 84.44% |